# Fernando Ferrari
Fernando Ferrari (São Pedro do Sul, 14 de junho de 1921 – Três Cachoeiras, 25 de maio de 1963) foi um economista e político brasileiro. Atuou no Partido Trabalhista Brasileiro (PTB) e no Movimento Trabalhista Renovador (MTR).

## Infância e juventude
Fernando Ferrari viveu sua infância em São Pedro do Sul, na região central do Rio Grande do Sul. Na época, a localidade era um distrito da cidade de Santa Maria. Seus pais eram Maria Margarida Toller Ferrari, (de origem austríaca) e Tito Lívio Ferrari (de origem italiana). Tito Lívio era comerciante na cidade e também atuou na política. Elegeu-se prefeito de São Pedro do Sul em 1951, pelo PTB, mas esteve no cargo por um curto período devido ao seu falecimento, em julho de 1952.
O jovem Ferrari fez seus primeiros estudos no Colégio Elementar de São Pedro. Aos 12 anos mudou-se para Santa Maria, onde foi interno em um colégio católico controlado pelos Irmãos Maristas. Nesse período, ingressou na Associação Religiosa do Culto da Virgem Maria, onde estudou teologia. Em 1942, com 20 anos, mudou-se para Porto Alegre, onde cursou economia na Pontifícia Universidade Católica, bacharelando-se em dezembro de 1944. Em 1945, já formado, foi trabalhar na contabilidade do Serviço de Alimentação da Previdência Social (SAPS), no Rio de Janeiro. Lá conheceu Elsa Ferreira, com quem se casou em 1951. 
Em 1958, formou-se, em seu segundo curso superior, Direito, na Universidade Distrito Federal, no Rio de Janeiro.
É pai do também economista Fernando Ferrari Filho, professor da UFRGS.

## Carreira política

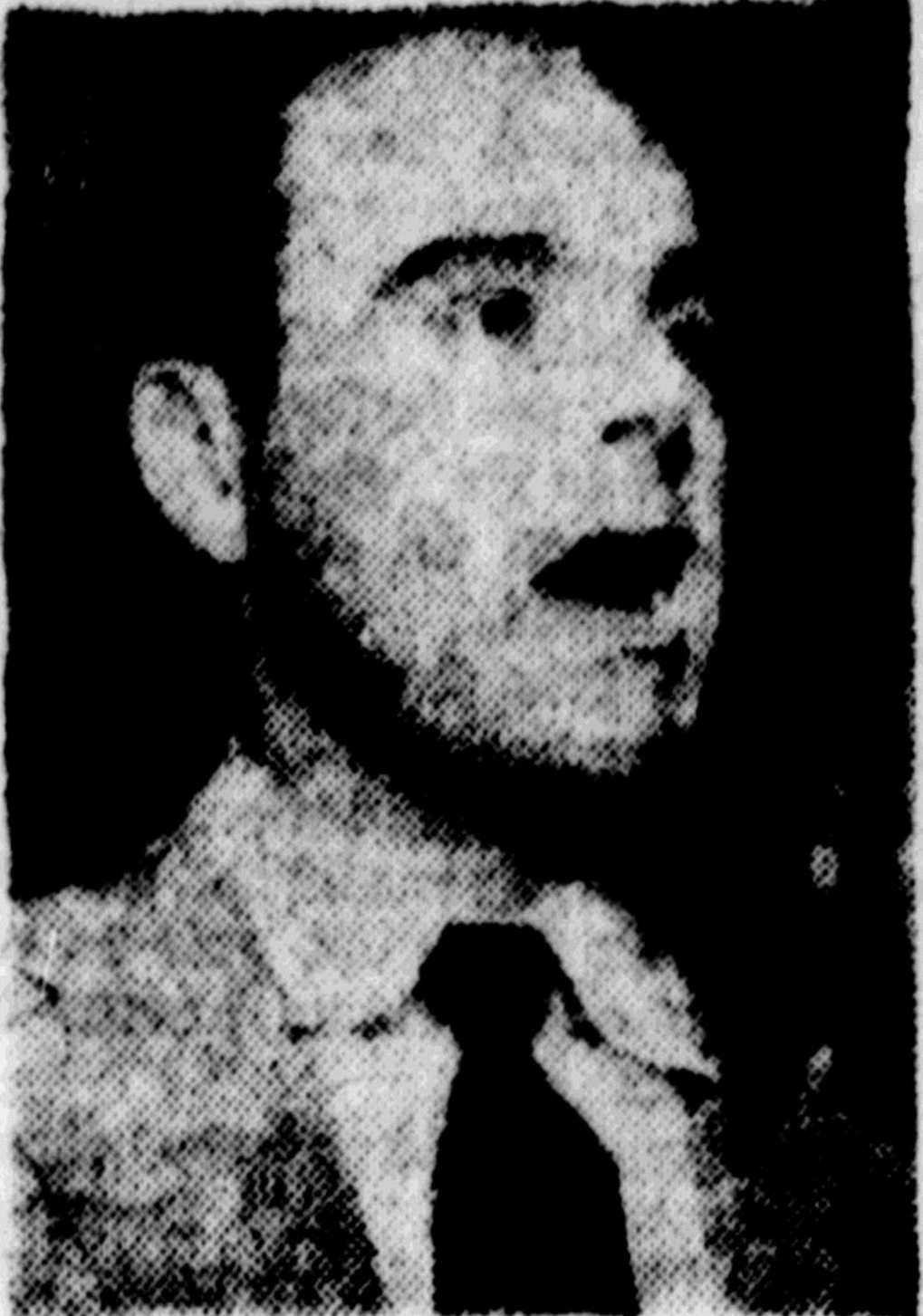
Fernando Ferrari enquanto deputado, em meados de 1960.

Em 1946, ao denunciar, em carta aos jornais da capital federal, um episódio de corrupção no SAPS, pediu demissão do cargo e retornou ao Rio Grande do Sul, onde filiou-se ao PTB, integrando, juntamente com outros jovens, a Ala Moça do partido. 
Em 1947, elegeu-se deputado estadual, pelo PTB, para a 37ª Legislatura da Assembleia Legislativa do Rio Grande do Sul, de 1947 a 1951. Em 1950 elegeu-se  deputado federal, reelegendo-se em 1954 e 1958. Nessa última eleição, foi o candidato a deputado federal mais votado no Brasil, somando 147.996 votos. Um destaque de sua atuação parlamentar foi seu envolvimento com a Reforma Agrária. Ferrari elaborou o Estatuto do Trabalhador Rural, aprovado em 1963.
A partir de meados de 1950, passou a fazer oposição interna no partido ao grupo liderado João Goulart e, no Rio Grande do Sul, por Leonel Brizola. Tal grupo detinha a direção do partido, e Jango projetava-se como herdeiro político de Getúlio Vargas, aspecto questionado por Ferrari. Em 1959, num contexto de forte disputa intrapartidária, apoiou a candidatura de outro dissidente do partido à prefeitura de Porto Alegre, Loureiro da Silva, então filiado ao PDC. Loureiro, contando com o apoio de Ferrari, derrotou o candidato do PTB em Porto Alegre, Wilson Vargas. 
Em 1960, candidatou-se a vice-presidente pela Legenda do PDC (embora ainda estivesse oficialmente filiado ao PTB), sendo apoiado pelo Movimento Trabalhista Renovador (MTR), entidade civil-apartidária fundada a partir da dissidência com o PTB comandada por ele. Na referida disputa, foi derrotado por João Goulart, que reelegeu-se vice-presidente. Após as eleições de 1960, Ferrari foi expulso do PTB e transformou o MTR em partido político. Pelo novo partido, foi candidato a governador do Rio Grande do Sul sendo derrotado por Ildo Meneghetti.

## Falecimento
Faleceu quando a aeronave em que viajava para uma conferência em Torres (RS) caiu próxima ao Morro do Chimarrão, situado no atual distrito de Vila Fernando Ferrari, em Três Cachoeiras. Em sua cidade natal foi montado um museu que leva seu nome.

## Obras publicadas
FERRARI, Fernando. Escravos da Terra. Porto Alegre: Globo, 1963.
_______. Minha Campanha. Porto Alegre: Globo, 1960.
_______. Mensagem Renovadora. Porto Alegre: Globo, 1961.
_______. Mas... E os sinos não dobraram.Santa Maria: Tipografia da escola de artes e ofícios da cooperativa dos empregados da V.F.R.G.S. 1943.

## Homenagens
Como homenagem, foi atribuído seu nome ao Centro Administrativo do governo do estado do Rio Grande do Sul, que se chama Centro Administrativo Fernando Ferrari, prédio que abriga diversas secretarias do estado. Também leva seu nome um condomínio residencial na cidade de Porto Alegre, no estado do Rio Grande do Sul, denominado Condomínio Conjunto Residencial Fernando Ferrari, contendo aproximadamente 1.200 apartamentos. Existem ruas nas cidades de Montenegro, Esteio, Alvorada, Canoas, mais precisamente no Bairro Niterói, Sapucaia do Sul e Pelotas com o nome do político. Em Porto Alegre-RS, há ainda uma avenida que leva o seu nome, bem como na cidade de Muçum/RS existe uma avenida denominada Fernando Ferrari. Em Campo Bom há uma escola estadual e uma praça no centro da cidade com o seu nome.
Na capital do Estado do Espírito Santo, Vitória, há uma avenida denominada Fernando Ferrari, bem como na cidade gaúcha de Santa Maria, assim como na cidade do Rio de Janeiro no bairro de Laranjeiras. Na cidade de Campos dos Goytacazes, Estado do Rio de Janeiro, existe também uma rua com o nome do deputado. Na cidade de Presidente Prudente, Estado de São Paulo, existe também uma rua com o nome do deputado Fernando Ferrari.
Sem esquecer que na cidade natal dele (São Pedro do sul) recebeu um Museu em nome do grande político.